# Святославчик
Святославчик — гірський потік в Україні у Стрийському районі Львівської області. Правий доплив річки Опору (басейн Дністра).

## Опис
Довжина потоку приблизно 2,35 км, найкоротша відстань між витоком і гирлом — 2,33  км, коефіцієнт звивистості річки — 1,01 . Формується декількома гірськими струмками.

## Розташування
Бере початок на західних схилах гори Зелемінь (1177 м). Тече переважно на південний захід через національний парк Сколівські Бескиди і на північно-західній стороні від села Гребенів впадає у річку Опір, праву притоку річки Стрию.

## Цікаві факти
- Біля гирла потоку пролягає автошлях Т 1424[3] (автомобільний шлях територіального значення у Львівській області. Проходить територією Сколівського району через Сколе — Славське. Загальна довжина — 24 км.).
- Навколо гірського потоку розташовані туристичні маршрути[1].